# Метро 2033: Тёмные туннели
«Метро 2033: Тёмные тунне́ли» — фантастический роман Сергея Антонова, выпущенный в январе 2010. Вторая книга из серии Вселенная Метро 2033 о выживших в метро после ядерной войны, вдохновленной культовыми романами Дмитрия Глуховского Метро 2033 и Метро 2034. 
Роман повествует о приключениях, выпавших молодому вояке-анархисту Анатолию, со станции Гуляй-поле (Войковская), который по сюжету отправляется со своим отрядом на Красную линию, чтобы уничтожить секретную лабораторию, в которой коммунисты создают в военных целях так называемых гэмэчелов (генно-модифицированных людей), имеющих сверхчеловеческие способности.

## Сюжет

### Анархисты
Начало рассказа относится к северной части московского метро, где на трех последних станциях Замоскворецкой линии хорошо прижились анархистские идеи свободы, демократии и справедливости. Анархисты описываются как сильные, свободолюбивые, своевольные личности, сохраняющие однако организованность и слаженность, подобно хищной стае, во главе с вожаком — комендантом Гуляй Поля Нестором.
Начинается все с того, что на Гуляй-Поле прибывает Никита — седой мужчина в форме офицера НКВД, который представляется чиновником с Красной Линии и раскрывает военную тайну коммунистов — эксперименты некоего профессора Корбута по созданию гэмэчелов — людей, не ощущающих боли, превосходящими остальных физически, без чувств, стойких к радиации и болезням, идеальных боевых биомашин. Объясняет своё предательство Никита несогласием с созданием новой расы. Никита просит Нестора отправить отряд с целью уничтожить лабораторию, обещая беспрепятственно провести отряд по Красной Линии, где о его предательстве никто не знает. Нестор созывает семерых молодых бойцов, разъясняет им задание, объясняет, почему создание новой расы противоречит анархистским идеалам, и ставит во главе отряда Анатолия, успевшего отличиться в нескольких битвах и налетах.

### Поход на Лубянку
Отряд вместе с Никитой отправляется в сторону Красной Линии. В тоннеле перед Белорусской их встречает Аршинов — бывший прапорщик, держащий целый арсенал в служебных помещениях. Четвёртый Рейх отряд проходит благодаря связям Нестора с Малютой — одним из главных фашистов, у которого перед Нестором имеется должок. В тоннеле между Тверской и Театральной бойцы начинают чувствовать необъяснимую тревогу, а крепкий парень Гриша отчего-то даже впадает в панику от мерещащихся ему птиц, которые якобы норовят заклевать весь отряд, и теряет сознание. На станции Проспект Маркса (Охотный Ряд) Анатолий знакомится с Еленой — девушкой, продающей идеологическую литературу — и дает отпор наглому комсомольцу, пристававшему к ней. На Площади Маркса Никита приглашает анархистов в палатку к солидному пожилому мужчине аристократического вида, совсем не похожего на типичных жителей метро, который представляется Михаилом Андреевичем, лектором комитета партии. За сытным обедом лектор долго, но с умением рассказывает о достижениях коммунистов, однако Анатолию кажется подозрительной долгая задержка в палатке у Михаила Андреевича.

### Эксперимент
В тоннеле перед Дзержинской (Лубянкой), где находится лаборатория, подозрения командира оправдываются — шестеро его бойцов входят в неадекватное состояние, начинают бесконтрольно веселиться и становятся совершенно беспомощными перед красными солдатами. Красные без проблем обезоруживают их. Анатолий понимает, что его отряд отравили во время обеда, и соображать мог только он, поскольку не успел отведать угощения, задержавшись у книжного лотка. Также Анатолий узнает, что Михаил Андреевич — и есть профессор Корбут, автор проекта ГМЧ, а Никита заманил анархистов на Красную Линию, чтобы провести над ними эти самые эксперименты.
В лаборатории семерых бойцов, находящихся под наркозом, привязывают к кушеткам и закачивают в кровь необходимые препараты, однако с Анатолием эксперимент не удаётся — он по прежнему бодрствует. Корбут объясняет возможное неожиданное действие препарата наличием язв на ногах у Анатолия, полученных от ожогов газовым химическим оружием в юности. Тем временем эксперимент с Колькой удаётся; он набрасывается на лаборантов, и его пристреливают. Анатолия, попытки сделать из которого гэмэчела Корбут оставляет, Никита отводит для расстрела к выходу вентиляционной шахты, куда красные сбрасывают покойников. Однако Анатолий смог сбежать, но впадает в бред.

### Путь к Аршинову
В бреду Анатолий неосознанно добирается по служебным путям до перегона Маяковская — Белорусская, где встречает женщину-отшельницу, вместе с маленьким сыном, которым он помог парой патронов при прохождении отряда с Войковской. Женщину зовут Клавдия Игоревна, она оказывается вдовой полковника, военного летчика, ставшего сталкером. Клавдию Игоревну выгнали со станции вместе с семьями других сталкеров, когда те подцепили на поверхности опасную инфекцию. Клавдия Игоревна кормит Анатолия, даёт ему одежду и приводит Краба — члена преступной группировки Маяковской, который может помочь Анатолию добраться до Аршинова.
На Маяковской перед главарём бандитов Крестом Анатолий обещает Крабу шесть рожков, если они доберутся до Аршинова. На выходе с Белорусской Краб пытается незаметно обокрасть прохожего, однако его ловят и гонятся за ним и Анатолием. В тоннеле из-под земли вылезают черви, которые останавливают патруль и блокируют убегающих в маленькой каморке. Спасаясь от червей, беглецы находят небольшой служебный тоннель и выходят на старика-наркомана Харона, который приводит их на Тимирязевскую, где обосновались сатанисты. Коготь, глава секты, постановляет принести пленников в жертву Бафомету. Краба и Толю усыпляют снадобьем и помещают в темницу. Из оков зелья их выводит пленённый человек-мутант с Филёвской линии, по кличке Мобат, обладающий гипнозом. Втроём они сбегают с Тимирязевской, по пути гипнотизируя торговца Кольцевой Линии — Михаила.
По тайным ходам все они отправляются на Молодёжную, но по пути Михаил выходит из гипноза и продолжает буянить. Мобат опять гипнотизирует его, но теряет при этом последние силы и остаётся там. Краб, Анатолий и Михаил сообщают о Мобате на Молодёжной, и отряд, вернувший его на станцию, констатирует его смерть. Мутант Жабдар, начальник станции, рассказывает странникам о тоннеле, пролегающем рядом с наземными участками Филёвской линии. Пройти тоннель тройке помогают шерстуны — мутанты, потерявшие человеческое обличье, но разумные и дружелюбные к людям. Из тоннеля отряд выходит к Киевской, где ганзейцы признают в Михаиле своего, а Толю и Краба арестовывают. Однако Михаил, который находится ещё под гипнозом Жабдара, освобождает арестантов из-под стражи и даже обеспечивает их раздобытыми ганзейскими дипломатическими визами. С помощью документов двое без труда добираются по кольцу на Белорусскую, где переходят на радиальную линию и, наконец, добираются до Аршинова.

### Второй поход на Лубянку
Изрядно подготовившись ко второму штурму Лубянки, Аршинов, Анатолий и Краб отправляются в Рейх, чтобы оттуда выйти на поверхность. Краб, имея возможность вернуться на родную станцию, отказывается и решает помочь анархистам. На Тверской фашист открывает им гермозатвор. Во время перехода к Лубянской Площади у Краба, который никогда не видел город разрушенным, происходит приступ агорафобии. Справиться с тревогой ему помогает Аршинов.
Когда они почти достигают цели на поверхности, на анархистов нападает мутант, называемый москвичами птеродактилем. Отражая нападения мутанта стрельбой, тройка выдаёт себя экспедиции красных, которая состоит в переносе тела Ленина из Мавзолея на станцию Лубянка и выполнялась бывшими Толиными бойцами, а ныне гэмэчелами, под предводительством Никиты. В схватке красных с анархистами погибают все бывшие Толины бойцы кроме Серёжи. Птеродактилей прилетает много, и один из них уносит раненого Краба. Никита с телом Ленина скрывается в вентиляционной шахте и запирает дверь, но Аршинов сносит её взрывчаткой.
На Лубянке Аршинов и Толя запирают Корбута в барокамере, где того ждет мучительная смерть. Но их успевает обхитрить Никита, который приставляет пистолет к Толиному лбу. В последний момент появляется Елена, которая отводит руку Никиты с пистолетом. В драке Никита смертельно ранится осколком колбы, но перед смертью успевает вонзить другой осколок в тело Елены. Чтобы спасти Елену, Аршинов освобождает полуживого Корбута, который делает Елене операцию. Во время операции Толя вынужден пристрелить Серёжу.
На Дзержинской Анатолий с Аршиновым угоняют старый сталинский метропаровоз, приготовленный для торжественной церемонии переноса тела Ленина, взяв с собой Корбута и раненую Елену. Паровоз мчится через станцию Проспект Маркса, срывая митинг в честь вождя русской революции. В тоннеле от скорости паровоз начинает трясти, отчего Корбут падает и гибнет под колесами. В конце концов, Анархисты добираются до Полиса, где местный врач спасает Елену, а анархистам предлагают там остановиться. В своём сне Толя в очередной раз беседует с Путевым Обходчиком, который заверяет его, что задание завершено и он теперь свободный человек. Однако из разговора становится ясно, что история молодого вояки не закончилась.

## Выход романа
Оригинальное издание романа вышло в продажу в январе 2010 года. Кроме русского, роман был позже издан и на нескольких других языках.
| Страна           | Язык       | Название романа в издании         | Дата выхода         | Издательство      |
| ---------------- | ---------- | --------------------------------- | ------------------- | ----------------- |
| Венгрия          | венгерский | Sötét alagutak                    | 2016 год            | Európa Könyvkiadó |
| Германия         | немецкий   | Im Tunnel                         | 14 января 2013 года | Random House      |
| Польша           | польский   | Ciemne tunele                     | 8 апреля 2015 года  | Insignis Media    |
| Республика Корея | корейский  | 메트로 2033 유니버스: 어두운 터널 | ноябрь 2014 года    | Jeumedia          |
| Россия           | русский    | Метро 2033: Тёмные туннели        | январь 2010 года    | АСТ               |

## Отзывы
Эдуард Козлов в своей рецензии для журнала «Мир фантастики» удостоил роман положительной оценки. Он заявил, что атмосфера романа весьма точно моделирует произведения Глуховского. Рецензент сравнил сюжет произведения с квестом, отметив как остросюжетность романа, так и наличие «метаний духа» главного героя: автор рецензии отметил, что «вера Анатолия подвергается тяжким испытаниям, ибо герою предстоит на собственной шкуре узнать, что это значит на самом деле — „свободу любить“». Из недостатков были обозначены некоторая бедность языка книги, проблемы, связанные с логикой событий, а также смазанность концовки. По мнению критика, «персонажей трудно воспринимать всерьёз, как живых людей, по большей части они лишь винтики главного героя и романа». Рецензент отметил, что, несмотря на высокое качество книги в рамках жанра, «в более солидную весовую категорию мира научной фантастики пробиться ей будет непросто».